# 马鲁阿-萨拉克机场
萨拉克机场（又称马鲁阿-萨拉克机场）是服务喀麦隆极北区首府马鲁阿的机场，位于马鲁阿西南15 km（9 mi），名为萨拉克的村庄附近。

## 航空公司及目的地
| 航空公司   | 目的地         |
| ---------- | -------------- |
| 喀麦隆航空 | 杜阿拉, 雅温得 |